# 栃木県立栃木農業高等学校
栃木県立栃木農業高等学校（とちぎけんりつとちぎのうぎょうこうとうがっこう）は、栃木県栃木市平井町にある公立高等学校。

## 特色
本校は農業高等学校で、略称は「栃農（とちのう）」。文化祭は「栃農祭」と称し、文化祭とは別に「収穫祭」も催される。栃農祭では収穫物を販売し、収穫祭では生産物からカレーや豚汁を作る。
学校の裏山を里山として再生する活動に取り組んでいる。学校のOBが養老孟司に裏山の再生について相談したところ、養老が関わっている日本テレビ系列の番組『所さんの目がテン!』を紹介され、2023年よりお笑い芸人のいかちゃんをリーダーとする番組企画が始動した。
最寄駅は栃木駅（東日本旅客鉄道両毛線、東武鉄道日光線・宇都宮線）で、同駅から自転車で20分ほどかかる。

### 教育目標
1. 自ら進んで学ぶ。
2. 豊かな人間性を育む。
3. 農業自営者、農業関連産業技術者としての資質を伸ばす。

### 設置学科
- 植物科学科
- 動物科学科
- 食品科学科
- 環境デザイン科

## 沿革
- 1907年4月30日 - 栃木県下都賀郡立栃木農学校として創立。
- 1923年4月1日 - 県立に移管、栃木県立栃木農学校に改称。
- 1948年4月1日 - 学制改革により、栃木県立栃木農業高等学校に改称。
- 2006年 - 創立100周年を迎えた。

## 部活動
| 運動部 - 弓道部 - 剣道部 - 硬式野球部 - サッカー部（男子） - 柔道部 - ソフトテニス部 - 卓球部 - バスケットボール部 - バドミントン部 - バレーボール部 - 陸上競技部 | 文化部 - 茶華道部 - 写真部 - 書道部 - 吹奏楽部 - 手打ちそば部 - 美術部 - 農業環境部 同好会 - 国際理解同好会 - 被服同好会 |